# Kritische massa

Nucleaire kettingreactie: In dit hypothetische voorbeeld worden door iedere kernsplijting twee neutronen gevormd, die steeds allebei een splijtbare kern raken. Hier zou de vermenigvuldigingsfactor dus k=2 zijn, een zeer superkritische toestand.

Wanneer te veel neutronen worden geabsorbeerd of de opstelling verlaten, zal geen nucleaire kettingreactie in stand worden gehouden. Wanneer men een groter volume materiaal neemt, zullen naar verhouding minder neutronen het materiaal verlaten, en wordt de reactie (super)kritisch. Het gebruik van een neutronenreflector zorgt ervoor dat minder neutronen het materiaal verlaten en verlaagt dus de kritische massa.

De kritische massa of kritieke massa is de minimale hoeveelheid splijtbaar materiaal die nodig is om een nucleaire kettingreactie in stand te houden. Ze is onder andere afhankelijk van de fysische eigenschappen van het materiaal, de vorm, de dichtheid, de zuiverheid en het al dan niet aanwezig zijn van een neutronenreflector, een neutronenmoderator en eventuele neutronenabsorberende substanties.
In hoeverre een opstelling (bijvoorbeeld een kernreactor) kritisch is, wordt meestal aangegeven met de vermenigvuldigingsfactor k. Dit getal drukt uit hoeveel neutronen er gemiddeld door kernsplijting worden gevormd uitgaande van één door kernsplijting gevormd neutron; men spreekt in dit verband van 'generaties' neutronen, alsof de neutronen allemaal tegelijk wel of niet een splijting veroorzaken en bijvoorbeeld 1000 neutronen in de eerste generatie bij k=1,01 leiden tot 1010 neutronen in de volgende generatie, enzovoort. Als de factor k kleiner is dan 1, zal geen kettingreactie ontstaan - de opstelling is subkritisch of onderkritisch. Beginnend met een aantal neutronen zal in iedere volgende generatie het aantal neutronen afnemen. Als k groter is dan 1, zal een kettingreactie ontstaan waarbij het aantal kernsplijtingen steeds verder toeneemt. Hiervoor is uiteraard nodig dat zich ten minste enkele neutronen met de juiste energie in het materiaal bevinden. Deze kunnen komen uit toevoegingen aan het materiaal (opzettelijk of als verontreiniging) of van een externe neutronenbron. Bij precies k=1 is de opstelling kritisch.
In een splijtingsreactor wordt de reactorkern voor productie in de buurt van kritisch (k=1) gehouden. Het instelpunt van de reactie wordt hier bestuurd met regelelementen van een neutronenabsorberend materiaal als cadmium of boor. Deze staven kunnen in en uit de kern worden geschoven waardoor - voor de reactor als geheel - als het ware de kritische massa verandert, en de reactie vertraagt of versnelt. Ook hier spreekt men van 'kritisch' wanneer k=1.
Daarbij is echter wel het onderscheid van belang tussen prompte en nakomende neutronen, en het gebruik van een enkele grootheid k is een ruwe benadering.

## Prompte en nakomende neutronen
Belangrijk voor het in de hand houden van reacties in een kernreactor of kritische opstelling is het onderscheid dat hierbij moet worden gemaakt tussen prompte neutronen (dat zijn neutronen die onmiddellijk vrijkomen bij een kernsplijting) en vertraagde of nakomende neutronen, die enige tijd (bijvoorbeeld 10 seconden) na een kernsplijting vrijkomen door radioactief verval van de splijtingsproducten. Deze laatste maken maar een kleine fractie uit van de totale hoeveelheid neutronen, maar zijn zeer belangrijk bij de regeling.
Wanneer er alleen prompte neutronen zouden zijn, zou een zeer weinig superkritische reactor zeer snel 'op hol slaan': de tijd tussen twee 'generaties' is kort: de kernsplijting zelf en het bereiken van de volgende splijtbare atoomkern duurt een fractie van een seconde. Men kan uitrekenen dat in zo'n geval het aantal neutronen in niet meer dan enkele milliseconden al verdubbelt, ook als de reactor maar net superkritisch is. Door de aanwezigheid van vertraagde neutronen is de reactie in de hand te houden: voor prompte neutronen maakt men de opstelling dan nog net subkritisch, en de vertraagde neutronen zijn nodig om de reactie net superkritisch te krijgen. Die laatste komen echter met een vertraging vrij, zodat het aantal neutronen niet in enkele milliseconden verdubbelt, maar in ca. 10 seconden; genoeg tijd om de reactor netjes bij te kunnen blijven regelen.
De bovengenoemde vermenigvuldigingsfactor k moet dan ook eigenlijk worden onderscheiden in kp (alleen prompte neutronen) en kt (totaal).
In het geval kt < 1 dooft een eventuele kettingreactie uit, ook al is er nog genoeg splijtstof over. Als er ook kernreacties spontaan optreden, of als gevolg van van buiten komende neutronen, dan geldt dit iedere keer. Per saldo kan dit een stationair proces zijn.
Het geval kp < 1 ≈ kt is de typische situatie in een kernreactor. De configuratie wordt bijgeregeld zodat deze schommelt rond een vertraagd-kritische toestand, op kleine maar veilige afstand van een prompt-kritische toestand (het traject van kt = 1 tot kp = 1 wordt wel een "dollar" genoemd, onderverdeeld in 100 "cent"). Als bijvoorbeeld begonnen wordt met 100 kernreacties zal dit gemiddeld 100 nieuwe reacties veroorzaken, enzovoort. Zolang er nog genoeg splijtstof over is, is dit in principe een stationair proces.
In het geval kp > 1 heeft een kernreactie niet noodzakelijk verdere kernreacties tot gevolg, of slechts enkele, maar er is een grotere kans dat het aantal kernreacties exponentieel stijgt. De splijtstof kan door de vrijgekomen energie zeer snel van configuratie veranderen (door smelten en verdampen van de splijtstof en zijn omhulling) waardoor de reactie alsnog stopt. Bij een zeer efficiënt kernsplijtwapen zouden de kernreacties pas wezenlijk afgeremd worden door het opraken van de splijtstof. Bij een ongeluk of een fizzle (mislukte kernexplosie) stoppen de kernreacties al wanneer maar een zeer klein deel van de splijtstof gespleten is. Bij een kernsplijtwapen (waaronder de eerste trap van een meertrapskernwapen) zit de situatie hier meestal tussenin.

## Kriticiteitsongeval
Soms wordt onbedoeld de kritische massa bereikt, bijvoorbeeld wanneer veel radioactief afval te dicht bij elkaar wordt opgeslagen, of een splijtbare stof onbedoeld uit een vloeistof indampt of neerslaat. Een recent voorbeeld is het kernongeluk bij Tokaimura in Japan (1999), waarbij een vat met een oplossing van uranylnitraat (verrijkt in uranium-235) te ver werd gevuld, waardoor een kritische massa uranium-235 werd bereikt.
Een bijzonder ernstige situatie doet zich voor wanneer een kernreactor 'prompt kritisch' wordt: in dat geval kan de kettingreactie al door de prompte neutronen alleen in stand worden gehouden, en de hoeveelheid neutronen neemt zeer snel toe. De reactor is dan niet meer bij te regelen, en deze situatie mag zich dan ook nooit voordoen. Onder meer bij de kernramp van Tsjernobyl leidde prompte kriticiteit tot een explosie van de reactor.

## Tabel

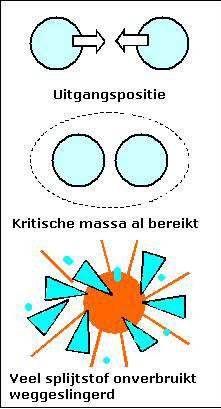
Veel splijtstof onverbruikt weggeslingerd door te traag opeen schieten van de twee delen

In onderstaande tabel zijn de kritische massa's van verschillende isotopen vermeld voor een massieve bol splijtstof van normale dichtheid, zonder neutronenreflector.
De splijtstof in een kernsplijtwapen moet bij detonatie superkritisch worden, dat wil zeggen dat de massa groter wordt dan de kritische massa. Voor een kernsplijtwapen dat door implosie en daarmee vergroting van de dichtheid de kritische massa verkleint is minder nodig, en als dit wapen inderdaad een massieve bol splijtstof heeft (dus bijvoorbeeld niet een holle bol die bij de detonatie implodeert tot een massieve bol) dan is het uiteraard zelfs essentieel dat de massa daarvan minder is dan de waarde in de tabel.

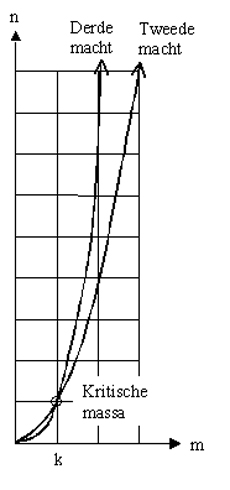
Kritische massa

| Isotoop         | Kritische massa (kg) |
| --------------- | -------------------- |
| uranium-233     | 15                   |
| uranium-235     | 50                   |
| neptunium-237   | 60                   |
| plutonium-239   | 11                   |
| plutonium-240   | 40                   |
| plutonium-242   | 100                  |
| americium-241   | 60 - 100             |
| americium-242m  | 9 - 18               |
| americium-243   | 50 - 150             |
| curium-245      | 12                   |
| curium-246      | 70                   |
| curium-247      | 7                    |
| californium-251 | 9                    |

## Oorzaak van het ontstaan van de kritische massa
Een aantal stoffen, zoals uranium, plutonium en polonium vervallen en zenden daarbij neutronen uit. Zolang de massa van de vervallende stof klein is (kleiner dan de kritische massa), vliegen de meeste van die neutronen door de stof heen naar buiten. De mate waarin dit gebeurt is afhankelijk van de oppervlakte van de buitenkant van die stof. De oppervlakte wordt gegeven door een tweedemachtsfunctie. Sommige van die neutronen worden ingevangen door andere atomen van de stof. De mate waarin dit gebeurt, is afhankelijk van de inhoud van de stof. De inhoud wordt gegeven door een derdemachtsfunctie. Een derdemachtsfunctie verloopt steiler dan een tweedemachtsfunctie. Naarmate de vervallende stof meer massa heeft (de kritische massa nadert), komt er een moment dat de derdemachtsfunctie de tweedemachtsfunctie snijdt. Er worden meer en meer neutronen ingevangen door andere atomen. Deze atomen gaan daardoor ook vervallen en dus neutronen uitzenden. Er ontstaat een kettingreactie. Het aantal ontsnappende neutronen daalt relatief: het wordt onvoldoende om de groeiende stroom neutronen kwijt te raken. Niet lang daarna zal de stof voor een groot deel vrijwel tegelijkertijd vervallen. Hierbij wordt ca. 0,1% van de massa omgezet in energie.